# Oranier-Orden

Flagge des Oranier-Ordens

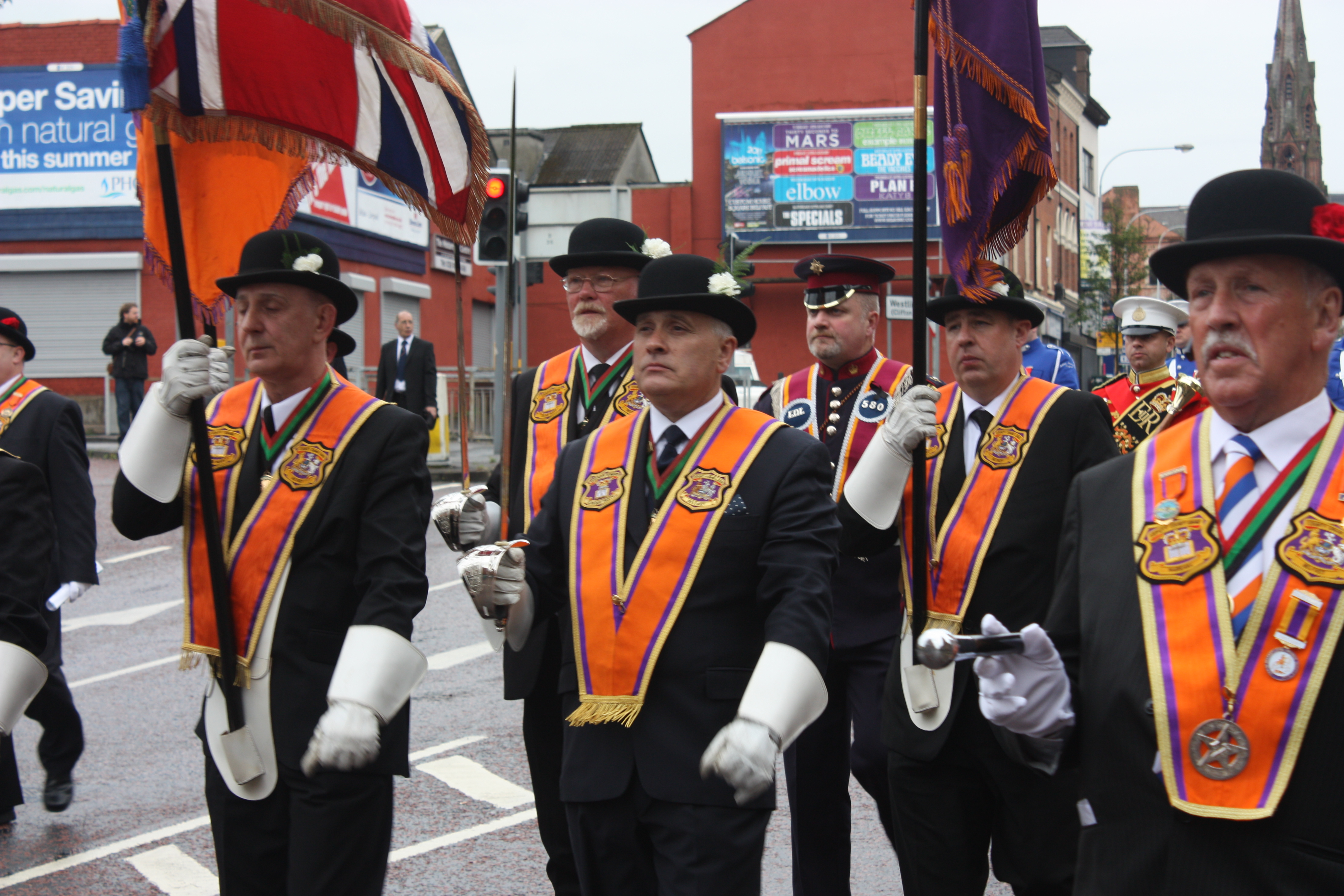
Oraniermarsch in Belfast (2011)

Der Oranier-Orden (englisch Orange Order oder auch Orange Lodge) ist eine Organisation meist radikaler Protestanten in Nordirland, die über Zweige in Schottland und anderen Regionen innerhalb des Commonwealth sowie in den USA verfügt. Der Orden ist nach Wilhelm III. von Oranien benannt, der 1690 den katholischen Stuart-König Jakob II. und sein irisch-katholisches Heer in der Schlacht am Boyne schlug. Der Oraniertag wird am 12. Juli begangen.

## Geschichte
1795 wurde der erste Oranier-Orden zur Erinnerung an den Sieg des Protestantismus und zur Behauptung der Überlegenheitsansprüche über die irischen Katholiken in Loughgall, County Armagh, gegründet. Um 1900 waren bis zu zwei Drittel der Protestanten in Nordirland Mitglieder des Ordens. Im 20. Jahrhundert gründete der Orden die paramilitärische Ulster-Verteidigungsvereinigung (Ulster Defence Association, UDA). Um 2000 hatte der Orden bis zu 80.000 Mitglieder. 
Führer des Ordens (Grand Master) in Irland ist seit Januar 2011 Edward Stevenson, der den seit 1996 amtierenden Robert Saulters ablöste.

## Historische Bedeutung
Aufgrund der ethnischen Spaltung des Landes wurden in den Großstädten Sozialwohnungen und Arbeitsplätze durch den Orden an Protestanten vergeben. 

## Namensherkunft
Der Name des Oranier-Ordens ist auf Wilhelm III. von England zurückzuführen. Er entstammt dem Haus der Oranier, dessen Hausfarbe das Orange ist. Aus diesem Grund ist eine der Grundfarben des Ordens das in den Niederlanden (ebenfalls wegen des Königshauses der Oranier) beliebte Oranje.

## Politische Bedeutung
In Nordirland kennt man das Phänomen der Marching Season (deutsch „Marschsaison“), in der alljährlich der Schlacht am Boyne vom 12. Juli 1690 gedacht wird. Der Orden führt dabei Umzüge durch, die immer wieder durch katholische Viertel führen, was oft zu blutigen Auseinandersetzungen führt.
Nachdem Polizei und Militär bis in die 1990er Jahre unter dem Vorwand, das Demonstrationsrecht sowie Recht und Ordnung zu schützen, oftmals Partei für den Orden ergriffen, trat später das Bestreben nach Deeskalation – etwa durch Wahl anderer Marschrouten – in den Vordergrund. 2010 ging die Gewalt von protestantischen Jugendlichen und Mitgliedern der radikalen Ulster Freedom Fighters aus, nachdem die nordirischen Behörden Demonstrationszüge durch katholische Viertel untersagt hatten.